# ميكولا شيتيوك
ميكولا شيتيوك (بالأوكرانية: Микола Шитюк)‏ (30 نوفمبر 1953 - 1 سبتمبر 2018) هو أكاديمي ومؤرخ أوكراني، حاصل على درجة الدكتوراه في العلوم التاريخية. منذُ عام 2008 عملَ مديرًا لمعهد التاريخ والقانون في جامعة ميكولايف.